# Seznam osobností Jihlavy
Seznam osobností Jihlavy je seznam rodáků a obyvatel spojených s Jihlavou.

## Politici
- Jan Bartošek (* 1971), politik, místostarosta Dačic, místopředseda poslanecké sněmovny, poslanec, místopředseda KDU-ČSL
- Jakub Karel Berka (* 1962), římskokatolický kněz, kaplan v Jihlavě
- František Bláha (1896–1979), politik, poslanec a lékař
- Petr Brodský (* 1947), politik, poslanec a duchovní českobratrské církve evangelické
- Karl Wilhelm von Dietrich (1811–1889), starosta města Opavy
- František Dohnal (1960–2013), starosta Jihlavy, hejtman Kraje Vysočina, ředitel Nejvyššího kontrolního úřadu
- Josef Dvořák (1887–1960), politik, poslanec
- Leopold Fritz, MUDr. (1813–1895), lékař a politik německého původu, zastánce Čechů
- Pavel Havránek (1877–?), politik, poslanec, starosta Jihlavy, ředitel okresní nemocenské pojišťovny
- Jan Heimrich (1853–1933), podnikatel, poslanec a politik
- Vladimír Hink (* 1957), primátor Jihlavy, poslanec
- Čestmír Hofhanzl (1941–2020), politik
- Anton Hübner (1793–1869), úředník, historik, politik a poslanec
- Cyril Charvát (1906–1974), politik, poslanec, místopředseda ONV v Jihlavě
- Rudolf Chloupek (* 1951), pedagog, politik, primátor Jihlavy, zastupitel Kraje Vysočina
- Alois Janáček (1900–1967), politik
- Miloš Janeček (* 1950), politik a lékař
- Ladislav Jirků (1956–2020), politik a vysokoškolský pedagog
- Rudolf Jung (1882–1945), politik, poslanec
- Karel Kliment (1897–1983), politik, poslanec a tajemník Krajského výboru KSČ v Jihlavě
- Heda Kolaříková (1921–?), politička, poslankyně a obchodní příručí
- Antonín Emanuel Komers (1814–1893), agronom, pedagog, politik a poslanec
- Hans Krebs (1888–1947), politik
- Božena Kremláčková (* 1955), veterinářka, politička, poslankyně a členka místního zastupitelstva v Jihlavě
- Eduard Krziwanek (1799–1876), velkostatkář, politik a poslanec
- Oldřich Křenek (1927–?), politik, poslanec a četař údržby elektrických lokomotiv ČSD Jihlava
- Vladimír Kučera (1905–1985), právník, politik, poslanec, předseda Krajského akčního výboru ČSL v Jihlavě, předseda MO ČSL v Jihlavě a poslanec Městského národního výboru Jihlava
- Karl Friedrich von Kübeck (1780–1855), úředník, politik a ministr financí, zakladatel rakouské telegrafní sítě a spoluzakladatel rakouské národní banky
- Julius von Latscher-Lauendorf (1846–1909), generál, politik a ministr zeměbrany Předlitavska
- Ludvík Marek (1891–1938), politik, poslanec
- Josef Mareš (1885–1945), politik, poslanec, starosta Znojma
- Jan Machoň (1921–1994), politik, poslanec, spisovatel, novinář a metodik krajské knihovny
- Rudolf Müller (1853–1925), účetní, politik a poslanec
- Pavel Novák (1943–1997), disident, politik, místopředseda ČSSD a poslanec
- Vilém Nový (1904–1987), politik, poslanec
- Václav Pašek (1903–1968), politik, poslanec a předseda Krajského výboru KSČ v Jihlavě
- František Pecha (1914–1970), politik, poslanec a tajemník Krajského výboru KSČ v Jihlavě
- Jindřich Pešák (1895–1979), politik, poslanec, tajemník Krajského výboru KSČ v Jihlavě
- Jakob Sitka (?–1863), starosta Jihlavy, právník, politik a poslanec
- Ferdinand Skaret (1862–1941), politik, poslanec
- Pavel Svítil (* 1955), kardiolog, politik, poslanec a primář Nemocnice Jihlava
- Vratislav Svoboda (* 1936), politik, poslanec a tajemník Okresního výboru KSČ v Jihlavě
- Julius Tandler (1869–1936), lékař, politik a sociální reformátor, tvůrce systému partnerského, těhotenského a onkologického poradenství, tvůrce sítě mateřských center, školek, rodinných poraden, zubní péče a polední stravy pro školáky
- Alois Včelička (1871–?), politik, poslanec
- Bohuslav Večeřa (1925–1977), politik, poslanec, ministr zemědělství a výživy ČSSR
- Jaroslav Vymazal (* 1955), politik, primátor města Jihlavy, zastupitel kraje Vysočina a podnikatel
- Theodor Wollschack (1855–1945), politik, poslanec
- Isidor Zahradník (1864–1926), kněz, politik, diplomat
- Jeroným Josef Zeidler (1790–1870), kněz, politik, poslanec a rektor Karlo-Ferdinandovy univerzity v Praze

## Vědci
- Anton Altrichter (1882–1954), autor historických prací o Jihlavě a jejím okolí
- Miroslav Burian (1902–1980), historik, archivář, pedagog, muzejník a spisovatel
- Louis Fürnberg (1909–1957), spisovatel, básník, dramatik, novinář, publicista, překladatel a diplomat německého původu
- Ignaz Göth (1889–1945), autor mnoha historických a vlastivědných článků
- Vinzenz Haardt von Hartenthurn(1843–1914), kartograf a etnograf[1]
- Johann Florian Heller (1813–1871), lékař a chemik, spoluzakladatel klinické chemie
- Karel Hieke (1930–2011), dendrolog, zahradník a spisovatel
- František Hoffmann (1920–2015), autor prací o historii Jihlavy, bývalý ředitel jihlavského archivu
- Tomáš Hoskovec (* 1960), lingvista
- Jakob Josef Joebster (1627–1695), doktor medicíny a jihlavský fyzik
- Arnošt Kába (1909–1989), historik[2]
- Jiří Karel (* 1936), archeolog a historik
- Fridolin Krasser (1863–1922), botanik
- Karel Křesadlo, PhDr. (* 1944), bývalý ředitel městského archivu, spisovatel
- Ottokar Lorenz (1832–1904), historik, zakladatel vědecké genealogie
- Martin Leopold z Löwenthalu (1556–1624), městský písař a tvůrce jihlavské kroniky.
- Arnošt Metelka (1885–1960), lékař, ředitel psychiatrické nemocnice v Jihlavě
- Zdeněk Měřínský, (1945–2016), archeolog a historik.
- Richard Pražák (1931–2010), historik, hungarista a vysokoškolský pedagog
- August Prokop (1838–1915), architekt a uměleckoprůmyslový výtvarník
- Emanuel Schwab (1874–1945), historik a jihlavský archivář
- Ernst Sommer (1888–1955), právník a německy píšící spisovatel
- Jan Svatoň (* 1952), právník, vysokoškolský pedagog
- Rupert Timpl (1936–2003), chemik, objevitel lamininu
- Johann Adolf Tomaschek von Stratowa (1822–1898), právní historik a profesor Vídeňské univerzity
- Christine Touaillon (1875–1928), rakouská literární historička, spisovatelka a feministka
- Jiří Vybíhal (* 1967), amatérský historik, spisovatel
- Ivo Zajonc (* 1933), astronom a zoolog

## Ostatní
- Marek Hovorka (* 1980) – zastupitel, ředitel festivalu dokumentárních filmů v Jihlavě
- František Apetauer (* 1943), pastor Apoštolské církve v Jihlavě a Brně
- Johann Caspar Joseph de Barger (1686–1771), jihlavský vysoký městský úředník
- Květoslava Burešová (1933–2008), ekopedagožka
- Ondřej Jakub z Ditrichštejna (1689–1753), salcburský arcibiskup
- Martin Göschl (cca 1480 – cca 1533), kněz, biskup
- Jiří Chlubna (1908–1944), československý důstojník, příslušník 1. československého armádního sboru, oběť druhé světové války
- Vladimír Chvátil (* 1971), vývojář deskových a počítačových her
- Alois Janáček (1900–1967), úředník, stavební inženýr, politik, poslanec, předseda Krajského výboru ČSL v Jihlavě
- Vojtěch Antonín Jeniš (1946–2008), římskokatolický kněz, řeholník, generální představený Kongregace bratří Nejsvětější Svátosti
- Jindřich Kocman (1903–1997), arcikněz jihlavský, velkomeziříčský děkan
- Franz Mannsbarth (1877–1950), letec a konstruktér vzducholodí
- Jan Med (1916–2011), salesiánský kněz a misionář
- Roman Musil (* 1971), katolický kněz
- Radim Passer (* 1963), podnikatel
- Evžen Plocek (1929–1969), dělník, který se upálil na protest proti okupaci Československa
- Michael Josef Pojezdný (* 1943), římskokatolický kněz, opat Strahovského kláštera
- Joel Ruml (* 1953), evangelický duchovní
- Paul Speratus (1484–1551), protestantský teolog a farář
- Augustin Strobach (1646–1684), jihlavský jezuita a misionář
- Zuzana Štěpanovská (* 1983), modelka
- Petr Zelenka (* 1976), masový vrah

## Umělci
- Jana Adámková (* 1972), moderátorka
- Jan Bauer (* 1945), spisovatel
- Pavel Ignác Bayer (1656–1733), architekt a stavitel
- Otmar Brancuzský (1956–2022), herec
- Hans Canon ml. (1883–1960), malíř, absolvent pražské a Karlshuherské akademie, kustod jihlavského muzea
- Bára Divišová (* 1984), televizní reportérka a moderátorka
- Eduard Dubský (1911–1989), herec
- Vincenc František Faltis (1856–1951), dirigent, kapelník a hudební skladatel
- František Fiala (* 1966), hudebník, varhaník, sbormistr a zpěvák
- Daniel Forró (* 1958), hudební skladatel, klavírista, pedagog
- Jaroslav Francl (1906–1990), hudební skladatel a pedagog
- Ignác Frey (1727–1790), malíř a mědirytec
- Karel Fuk (1932–2003), operní pěvec
- Johannes Haupt (1849–1928), fotograf, radní, kustod jihlavského muzea
- Jiří Havelka (* 1980), divadelní režisér, dramatik, herec, moderátor
- Norbert Holub (* 1966), básník, esejista, překladatel
- Jarda Hypochondr (* 1959), moderátor, podnikatel, hudební skladatel, textař a zpěvák
- Alfred Maria Jelínek (1884–1932), právník, hudební skladatel a sbormistr
- Zdeněk Jílek (1919–1999), pianista a hudební pedagog
- Tomáš Juřička (* 1960), herec
- Žofie Kabelková (* 1983), písničkářka a zpěvačka
- Čestmír Kafka (1922–1988), malíř
- Jan Kargl (po 1700 – cca 1760), malíř
- Jan Karpíšek (* 1981), malíř
- Petr Kopl (* 1976), grafik, ilustrátor
- Václav Kovanda (1719–1788), sochař a řezbář
- Barbara Krafftová, roz. Steinerová (1764–1835), malířka, autorka nejznámějšího portrétu Wolfganga Amadea Mozarta
- Denisa Krausová (* 1981), akademická malířka
- Gustav Krum (1924–2011), malíř a ilustrátor
- Christine Lindenthaler (1877–?), profesorka na německém gymnáziu, spisovatelka a aktivistka za práva žen
- Gustav Mahler (1860–1911), hudební skladatel a dirigent
- Johann Heinrich Marzy (1722–1801), mědiritec a historik
- Miloš Meier (* 1984), bubeník
- Bohuslav Metelka (1885–1960), loutkář, malíř, kreslíř[3]
- Zuzana Michnová (* 1949), hudební skladatelka, textařka a zpěvačka
- Kamila Moučková (1928–2020), televizní hlasatelka a moderátorka
- Ernst Rudolf Neubauer (1828–1890), básník
- Milan Němec (* 1974), divadelní herec
- Václav Jindřich Nosecký (1661–1732), malíř
- Jenny Nowak (* 1955), spisovatelka a redaktorka
- Dominik Oesterreicher (1750–1809), malíř a profesor na Jagellonské univerzitě
- Aleš Palán (* 1965), novinář, publicista a spisovatel
- Rudolf Panholzer (1874–1928), akademický malíř a sochař, absolvent Vídeňské akademie
- Josef Pazderka (* 1974), novinář, reportér, zahraniční zpravodaj České televize
- Petr Píša (* 1965), divadelní herec, dirigent, zpěvák a pořadatel festivalu Cihelna Třešť
- Jára Pospíšil (1905–1979), operetní tenorista
- František Preiss (1797–1842), malíř
- Jan Václav Prchal (1744–1811), sochař a řezbář
- Markéta Procházková (* 1986), muzikálová zpěvačka
- Petr Sedláček (* 1975), písničkář
- Jan Smigmator (* 1986), swingový zpěvák, moderátor
- Barbara Krafftová (1764–1825), malířka
- Johann Nepomuk Steiner (1725–1793), vídeňský dvorní malíř
- Martin Stránský (* 1970), herec
- Ernst Sommer (1888–1955), spisovatel, jako první se zabýval holokaustem
- Boris Steinbauer (* 1997), spisovatel,  autor detektivek
- Karl Hans Strobl (1877–1946), německy píšící spisovatel, zakladatel prvního fantasy-časopisu na světě
- Jarko Svoboda (* 1979), básník, fotograf
- Jaroslav Šlezinger (1911–1955), akademický sochař
- Karel Škrabal (* 1969), básník a prozaik
- Jakub Tomáš (* 1982), akademický malíř
- Ondřej Vetchý (* 1962), herec
- Alena Vykulilová (* 1953), fotografka
- Rudi Weissenstein (1910–1992), fotograf
- Petr Štěpán (* 1962), skladatel, básník, spisovatel a frontman formace XIII. století

## Sportovci
- Martin Altrichter (* 1972), hokejista
- Patrik Augusta (* 1969), hokejista
- Oldřich Bakus (* 1975), hokejista
- Petr Buzek (* 1977), hokejista
- Robert Caha (* 1976), fotbalista
- František Cipro (* 1947), fotbalový trenér
- Tomáš Čachotský (* 1982), hokejista
- Michal Důras (* 1981), hokejista
- Alena Eiglová (* 1984), judistka a sambistka
- Jonáš Fiedler (* 1984), hokejista
- Iveta Gerlová (* 1984), tenistka
- Michal Hamršmíd (* 1980), MMA bojovník, trenér MMA
- Lukáš Havel (* 1981), hokejista
- Vladimír Hekerle (* 1970), fotbalista
- Bobby Holík (* 1971), hokejista
- Jiří Holík mladší (* 1976), hokejista
- Zdeňka Honsová (1927–1994), sportovní gymnastka, olympijská vítězka
- Tomáš Kaplan (* 1978), fotbalista
- Lukáš Krpálek (* 1990), judista
- Michal Krpálek (* 1989), judista
- Petr Kuchyňa (* 1970), hokejista
- Jiří Kuntoš (* 1971), hokejista
- Michal Lovětínský (* 1978), fotbalista, asistent trenéra fotbalu
- Oldřich Med (1914–1991), římskokatolický kněz, salesián, spisovatel, překladatel a kaplan v Jihlavě
- Tomáš Micka (* 1983), hokejista
- Filip Novotný (* 1991), hokejista
- Ivan Padělek (* 1974), hokejista
- Lukáš Pech (* 1983), hokejista
- Jaroslav Pitner (1926–2009), hokejový trenér
- Martin Prokop (* 1982), rally jezdec
- Lukáš Sáblík (* 1976), hokejista
- Jan Suchý (* 1944), hokejista
- Bedřich Ščerban (* 1966), hokejista
- Jakub Šindel (* 1986), hokejista
- Jiří Šlégr (* 1971), hokejista
- Milan Švenger (* 1960), fotbalista
- Lukáš Topinka (* 1988), kulturista
- Viktor Ujčík (* 1972), hokejista
- Luboš Urban (* 1957), fotbalista, fotbalový trenér
- David Výborný (* 1975), hokejista
- Aleš Zimolka (1963–2012), hudebník a automobilový závodník